# Rubus viburnifolius
Rubus viburnifolius är en rosväxtart som beskrevs av Wilhelm Olbers Focke. Rubus viburnifolius ingår i släktet rubusar, och familjen rosväxter. Inga underarter finns listade i Catalogue of Life.